# Nick Cordero
Nick Cordero (Hamilton, 17 de septiembre de 1978-Los Ángeles, 5 de julio de 2020)fue un actor de cine y televisión canadiense reconocido especialmente por sus papeles en el teatro de Broadway. Fue nominado al Premio Tony en la categoría de Mejor Actor Destacado en un Musical por su papel como Cheech en el musical Bullets Over Broadway de 2014 y fue nominado dos veces para los Premios Drama Desk.

## Primeros años
Nacido y criado en Hamilton, Ontario, Cordero se graduó en la Secundaria Westdale e ingresó en la Universidad Ryerson en Toronto, abandonando sus estudios dos años después para iniciar una carrera en las artes escénicas.

## Carrera
Debutó en el papel principal de la producción Off-Broadway de The Toxic Avenger y más tarde interpretó el papel de Dennis en el musical Rock of Ages en Broadway en 2012 y en su correspondiente gira. Dos años después retornó a Broadway en el musical Bullets Over Broadway en el papel de Cheech, por el cual fue nominado a un Premio Tony en la categoría de Mejor Actor Destacado en un Musical, además de obtener otros galardones.
En marzo de 2016 se unió a la producción de Broadway de Waitress, interpretando el papel de Earl. Acto seguido se unió al estreno del musical A Bronx Tale, interpretando a Sonny en el Teatro Longacre a partir del 3 de noviembre de 2016. Por este papel, Cordero fue nominado para el Premio Drama Desk en la categoría de Mejor Actor Destacado en un Musical en 2017.
Ese mismo año interpretó el papel de Víctor Lugo en "Out of the Blue" y "Heavy is the Head", episodios de la octava temporada de la serie de la CBS Blue Bloods. Reinterpretó el papel en 2018 en "Your Six", el vigésimo episodio de la octava temporada del programa.

## Vida personal
El 3 de septiembre de 2017, Cordero se casó con Amanda Kloots en una ceremonia formal. Su único hijo, Elvis, nació en junio de 2019.

### Enfermedad y fallecimiento
En marzo de 2020 se le diagnosticó COVID-19 e ingresó en el hospital el 30 de marzo. Su esposa informó que se encontraba en estado crítico, con un respirador y siendo tratado con diálisis y oxigenación por membrana extracorpórea (ECMO). El 18 de abril su pierna derecha fue amputada como resultado de las complicaciones de su enfermedad, y el 1 de mayo se informó que padecía de un daño pulmonar importante y que no había recuperado la conciencia después de haber sido retirado de la sedación. A mediados del mes de mayo, el actor despertó del coma.
El 5 de julio, después de pasar noventa y cinco días internado, Cordero falleció en el Centro Médico Cedars-Sinaí de Los Ángeles. Tenía cuarenta y un años.

## Filmografía

### Televisión
| Año        | Título                          | Papel                         | Notas       | Ref    |
| ---------- | ------------------------------- | ----------------------------- | ----------- | ------ |
| 2005       | Queer as Folk                   | Tuna Wrap                     | 1 episodio  | [ 9 ]  |
| 2014       | Lilyhammer                      | Pasquale 'Patsy' Lento        | 1 episodio  | [ 9 ]  |
| 2014       | The Broadway.com Show           | Él mismo                      | 5 episodios | [ 10 ] |
| 2015       | The Talk                        | Él mismo                      | 1 episodio  | [ 11 ] |
| 2015       | 68th Tony Awards                | Él mismo                      |             | [ 12 ] |
| 2017       | Side by Side by Susan Blackwell | Él mismo                      | 1 episodio  | [ 13 ] |
| 2017-2018  | Blue Bloods                     | Victor Lugo                   | 3 episodios | [ 11 ] |
| 2015, 2019 | Law & Order: SVU                | Anthony Marino / Robby Marino | 2 episodios | [ 11 ] |

### Cine
| Año  | Título            | Papel           | Notas        | Ref    |
| ---- | ----------------- | --------------- | ------------ | ------ |
| 2007 | Apartments at 254 | John            | Cortometraje | [ 14 ] |
| 2011 | Don Juan          | Don Juan        |              | [ 14 ] |
| 2016 | A Stand Up Guy    | Sal             |              | [ 11 ] |
| 2017 | Going in Style    | Carnicero       |              | [ 14 ] |
| 2019 | Inside Game       | Pete Ruggieri   |              | [ 14 ] |
| 2019 | Mob Town          | Vincent Gigante |              | [ 11 ] |